# International Wildcard Qualifier
International Wildcard Qualifier (IWCQ) — неосновной международный турнир по компьютерной игре League of Legends. Проводился как отбор к Чемпионату мира по League of Legends. В розыгрыше IWCQ принимают участие чемпионы летних сплитов неосновных региональных лиг.
В 3-м сезоне турнир носил название International Wildcard Tournament. В сезоне 2014 состоялось два Международных турнира Wildcard — IWC Gamescom 2014 и IWC PAX Prime 2014. В 2015 году отбор к чемпионату мира состоял из турниров Decafio Internacional и IWC Turkey. В сезоне 2016 прошёл единый International Wildcard Qualifier, где разыгрывалось две путёвки на World Championship.

## Список квалифицировавшихся команд
| Сезон | Квалифицировались на ЧМ | Место проведения                               |
| ----- | ----------------------- | ---------------------------------------------- |
| 2013  | GamingGear.eu           | Кёльнская торговая ярмарка                     |
| 2014  | KaBuM e-Sports          | Бостонский выставочный зал                     |
| 2014  | Dark Passage            | Кёльнская торговая ярмарка                     |
| 2015  | PaiN Gaming             | Бразильская студия Riot Games Movistar Arena   |
| 2015  | Bangkok Titans          | Турецкая студия Riot Games                     |
| 2016  | INTZ e-Sports           | Бразильская студия Riot Games Wire Opera House |
| 2016  | Albus NoX Luna          | Бразильская студия Riot Games Wire Opera House |